# Агабалян, Нарине Эдуардовна
Нарине Эдуардовна Агабалян (арм. Նարինե Էդուարդի Աղաբալյան; род. 27 декабря 1967, Степанакерт) — государственный деятель и журналист непризнанной Нагорно-Карабахской Республики. Министр культуры и по делам молодёжи НКР (2009—2017), министр образования, науки и спорта НКР (2017—2020).

## Биография
Родилась 27 декабря 1967 года в Степанакерте, административном центре Нагорно-Карабахской автономной области в Азербайджанской ССР.
Окончила Степанакертскую среднюю школу № 2. В 1990 году окончила филологический факультет Степанакертского отделения Ванадзорского педагогического института (до 1988 года — Степанакертский педагогический институт).
В 1988—1995 годах работала диктором Арцахского телевидения, в 1995—2005 годах — редактором. С 2004 года была корреспондентом Общественного телевидения Армении в НКР. В 2005 году основала свою студию «Цир Катин» («Ծիր Կաթին»).
Указом президента НКР 15 июня 2009 года назначена министром культуры и по делам молодёжи, 22 сентября 2012 года переназначена. Указом президента НКР 25 сентября 2017 года назначена министром образования, науки и спорта. Сменила Славика Асряна, была заменена на Лусине Караханян.

## Семья
Муж, Эдмон Барсегян (Էդմոն Բարսեղյանը), погиб в Первой карабахской войне. Имеет сына.

## Награды
В 2001 году признана Национальным Собранием НКР «Лучшим журналистом года». В 2008 году указом Президента Нагорно-Карабахской Республики награждена медалью «Вачаган Барепашт» («Վաչագան Բարեպաշտ»).